# 라우코 장원

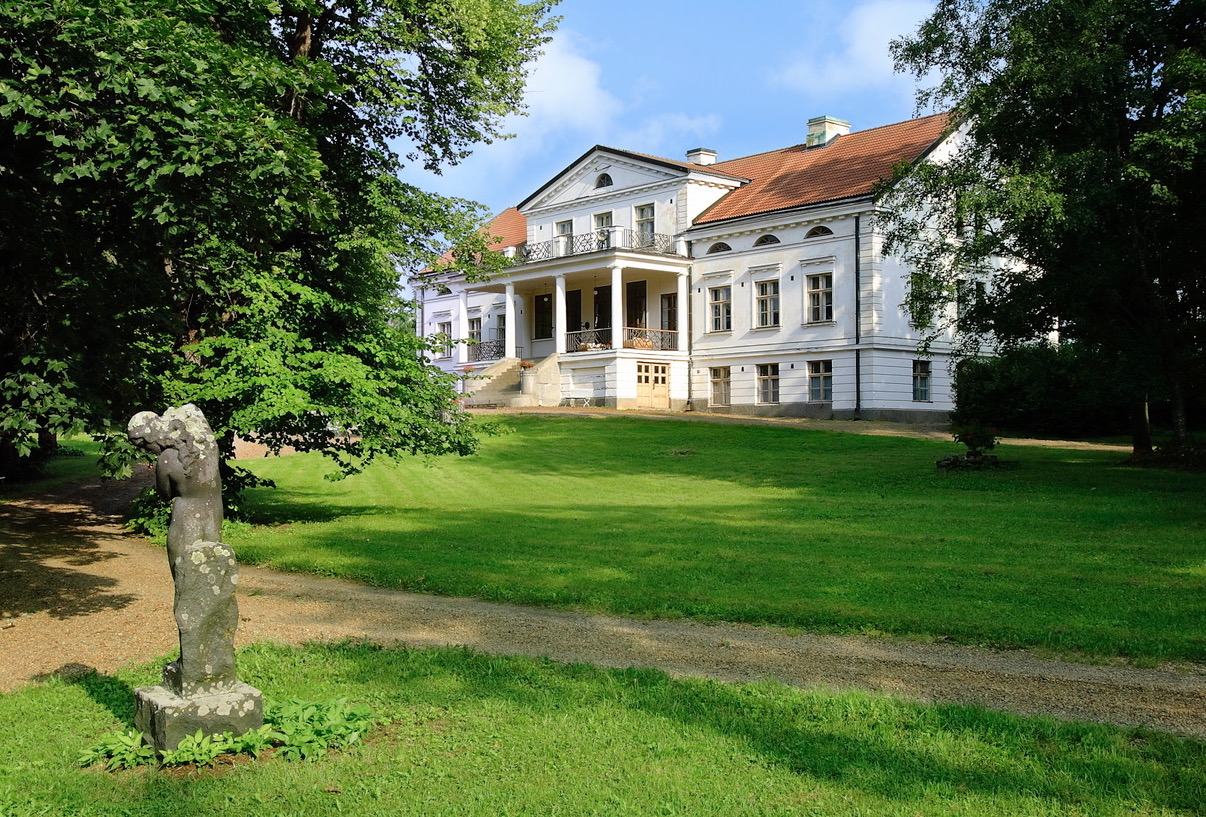

라우코 장원(핀란드어: Laukon kartano 라우콘 카르타노[*])은 핀란드 피르칸마 지역의 베실라흐티에 위치한 역사적으로 중요한 대저택이다. 퓌해호 호반을 끼고 근처 대도시 탐페레를 마주보는 위치에 위치해 있다. 현재 전시회장, 식당, 기념품점, 카페가 운영되고 있지만 현재도 엄연히 사유지다.
이 부지에서 매장지나 희생제 유적이 발견되기에 역사가 기록되기 전부터 사람들이 많이 살던 지역으로 추측된다. 사료에 처음 등장하는 것은 1416년의 일이며, 그 뒤 1817년까지 라우코 쿠르키가의 소유였다. 이후 퇴른그렌가, 할론블라드가, 스탄데르쇨드가, 스탄데르쇨드노르덴스탐가, 하를라가를 거쳐 현재는 라게르스탐(Lagerstam)가의 소유다.